# Сунгурово (Мокроусовський округ)
Сунгу́рово (рос. Сунгурово) — село у складі Мокроусовського округу Курганської області, Росія.
Населення — 483 особи (2010, 521 у 2002).
Національний склад станом на 2002 рік:
- росіяни — 88 %